# Рюмелин, Густав
Густав Рюмелин (нем. Gustav von Rümelin; 26 марта 1815, Равенсбург — 28 октября 1889, Тюбинген) — немецкий политик, педагог, статистик.
В 1848 г. заседал в германском национальном собрании во Франкфурте-на-Майне. Читал философию и статистику в Тюбингене, был директором департамента по церковным и школьным делам и директором статистико-топографического бюро в Штутгарте. При его участии был издан этим учреждением большой статистический труд «Das Königreich Würtenberg. Eine Beschreibung von Land, Volk und Staat» (1863, 2-е изд. 1884).

## Достижения
Большое значение имеет собрание его речей и статей «Reden und Aufsätze» (1875 и 1881). В качестве философа Р. является эссеистом; по богословским вопросам высказывается как против ортодоксальных учений, так и против крайностей рационализма; в статьях по школьной политике присоединяется к предложенной ещё А. Смитом системе всеобщего школьного обучения, по которой последнее должно являться обязательным до приобретения всем населением известного минимума знаний.
Особенно большие услуги Р. оказал науке в качестве статистика; его следует считать самым выдающимся теоретиком после Кетлэ. Выдающиеся новейшие статистики, напр. А. Вагнер, Э. Энгель, Ю. Янсон, могут быть названы его учениками. Положения Р. относительно понятия и задач статистики изложены, главным образом, в двух статьях: «Zur Theorie der Statistik» (вошли в состав его «Reden und Aufsätze», 1875) 1863 и 1874 гг. Последняя статья переведена на русский яз. под редакцией проф. Янсона, под загл. «Заметка по теории статистики» (в сборнике: «История и теория статистики в монографиях», 1879). По мнению Р., статистику как науку не следует смешивать с статистическим методом: первая должна быть рассматриваема как одна из отраслей социальных наук, статистический же метод, который правильнее было бы назвать численным, относится к области логики. Этим методом могут пользоваться все эмпирические науки, занимающиеся изучением групп сходных предметов и явлений, в тех случаях, когда метод индукции оказывается недостаточным, Объединять все отрасли различных наук, пользующиеся численным методом, в одну науку неправильно; в основе научной классификации должно лежать вещественное различие или сходство объектов, а не логические методы исследования. Правда, численный метод является существенным и необходимым орудием статистики как социальной науки, но только потому, что она имеет дело с изменчивыми явлениями, с понятиями собирательными и групповыми; пользуется она им своеобразно, стремясь с помощью его получить из массы фактов признаки групп в численных отражениях. Р. установил деление статистики на техническую и описательную, а последней — на статистику народонаселения, хозяйственную и культурную. Другие труды Р. по статистике (кроме множества статей в «Deutsche Rundschau»): «Die Hauptergebnisse der Berufszählung vom 5 Juni 1882» (1883), «Die Bevölkerungsstatistik d. Königreichs Wurtemberg» (1884), статья «Die Bevölkeruugslehre» во 2 изд. «Schönberg’s Handbuch d. Polit. Oekonomie».
В немецкой литературной критике Р. занял видное место своими «Shakespeare-Studien» (1875—81). Эта работа появилась в ту пору, когда в немецкой шекспировской критике царили теории Гервинуса, который хотел сделать из великого драматурга «учителя жизни», нравственного вождя человечества, считал его сочинения наглядным проявлением принципа «поэтической справедливости», находил внутренний, скрытый смысл даже в явно второстепенных деталях его трагедий, приписывал ему сложное миросозерцание, целый кодекс идей — религиозных, моральных и политических, — наконец, содействовал развитию безусловного, доходящего до фанатизма преклонения перед Шекспиром, тормозившего всестороннее и основательное изучение его творчества. Книга Рюмелина имела отрезвляющее значение; высоко ставя Шекспира, хорошо зная его произведения, признавая и заслуги Гервинуса как его истолкователя, Рюмелин восстает против крайностей и преувеличений, которыми отличались порой теории Гервинуса, доказывает необходимость спокойного, трезвого отношения к великому драматургу, считает совершенно недопустимым приписывание ему того миросозерцания, которое в значительной степени является продуктом наших дней или отражением печального, раздробленного состояния, в котором ещё недавно находилась Германия. Р. не соглашается со взглядом на Шекспира как учителя нравственности уже по тому одному, что мы почти ничего не знаем о его жизни. Мы должны — утверждает он — рассматривать и изучать Шекспира не только как мирового, общечеловеческого писателя, но и как сына своего века и члена известного общества, которое не могло не оказать на него влияния. Некоторые преувеличения, парадоксы, даже фактические ошибки Рюмелина, увлекавшегося теориями реалистической школы и иногда слишком склонного решительно все сводить к воздействию среды и эпохи, несколько подорвали авторитет его критики, в которой все же найдется много справедливого и меткого и которая в своё время явилась необходимым противовесом одностороннему, недостаточно объективному направлению шекспировской критики.
Ср. Н. И. Стороженко, «Шекспировская критика в Германии» («Вестник Европы», 1869, октябрь); Sigwart, «Gedächtnissrede auf G. v. Rümelin» (Тюбинген, 1889); Blenck, «Nekrolog Rümelin’s» (в «Zeitschr. des Königl. preuss. statist. Bureaus», 1889).

## Награды
- Орден Вюртембергской короны командорский крест  (1856, королевство Вюртемберг)
- Орден Фридриха командорский крест 1-го класса (1857, королевство Вюртемберг)
- Орден Фридриха большой крест (1877, королевство Вюртемберг)
- Орден Короны 1-го класса (1887, королевство Пруссия)
- Орден Красного орла 1-го класса (1887, королевство Пруссия)
- Орден Дома Гогенцоллернов (1889, королевство Пруссия)